# Fabio De Bernardin
Fabio De Bernardin Staudan (Cortina d'Ampezzo, 13 novembre 1964) è un ex hockeista su ghiaccio italiano, atleta ampezzano attivo negli anni novanta.
Giocatore nel ruolo di terzino ha fatto parte della Sportivi Ghiaccio Cortina.

## Carriera agonistica

### Squadre
Ha iniziato la sua carriera da atleta nel 1980, anno di esordio in prima squadra con la SG Cortina che in quella stagione giocava nel campionato di serie A dove la squadra ha militato fino al 1991, con l'eccezione della stagione 1989-1990.
Dalla stagione 1991-1992 il Cortina retrocede nuovamente in serie A2, campionato nel quale De Bernardin militerà fino al ritiro dall'agonismo al termine della stagione 2001-2002.